# Ван Кессел, Гино
Гино ван Кессел (нидерл. Gino van Kessel; род. 9 марта 1993, Алкмар, Северная Голландия) — нидерландский и кюрасаоский футболист, нападающий сборной Кюрасао.

## Карьера
В 2012 году Гино ван Кессел заключил контракт с клубом «Аякс». В «Аяксе» он играл за резервную команду.
В декабре 2013 года Гино ван Кессел был отдан в аренду в клуб «Алмере Сити», который выступает в первом дивизионе Нидерландов по футболу. В клубе «Алмере Сити» Гино ван Кессел провёл 10 матчей и забил 1 гол.
14 июля 2013 года Гино ван Кессел был отдан в шестимесячную аренду в клуб «Тренчин». В чемпионате Словакии Гино ван Кессел дебютировал в матче против «Спартака» из Трнавы. 11 августа 2013 года Гино ван Кессел забил свой первый гол в матче чемпионата Словакии против ДАК 1904, который закончился со счётом 6:0. 18 января 2014 года аренда была продлена до 1 июля 2014 года. Гино ван Кессел сыграл за «Тренчин» целый сезон и сыграл 24 матча и забил 10 голов.
25 августа 2014 года Гино ван Кессел заключил двухлетний контракт с французским клубом «Арль-Авиньон», который выступал во втором дивизионе. Его дебют состоялся 29 августа 2014 года в матче против «Ним Олимпик», который завершился со счётом 2:2. 12 сентября 2014 года Гино ван Кессел забил первый гол в матче против «Тура». Всего за «Арль-Авиньон» сыграл 8 матчей и забил 2 гола.
1 января 2015 года Гино ван Кессел заключил контракт с клубом «Тренчин». Дебютировал за «Тренчин» 28 февраля 2015 года в матче против «Дуклы» из Банска-Бистрицы. С клубом «Тренчин» Гино ван Кессел выиграл чемпионат Словакии 2014/15. В сезоне 2015/16 Гино ван Кессел стал лучшим бомбардиром чемпионата Словакии с 17 голами и стал двукратным чемпионом Словакии в составе «Тренчина».
В июле стало известно, что Гино ван Кессел заключил трёхлетний контракт с чешским клубом «Славия».
В августе 2018 года ван Кассел подписал контракт с бельгийским клубом «Руселаре» на один сезон.

## Награды
Славия (Прага)
- Чемпион Чехии: 2016/17

 Тренчин
- Обладатель Кубка Словакии (1): 2014/15
- Чемпион Словакии по футболу (2): 2014/15, 2015/16
- Лучший бомбардир чемпионата Словакии по футболу: 2015/16

## Статистика
Статистика выступлений Гино ван Кесселя
| Клуб             | Сезон            | Лига | Лига |  |
| Клуб             | Сезон            | Игры | Голы |  |
| ---------------- | ---------------- | ---- | ---- |  |
| Тренчин          | 2013/14          | 25   | 10   |  |
| Тренчин          | 2014/15          | 14   | 6    |  |
| Тренчин          | 2015/16          | 33   | 17   |  |
| Тренчин          |                  |      |      |  |
| Итого за карьеру | Итого за карьеру | 72   | 33   |  |